# ذي المظاظ

تعديل مصدري - تعديل

ذي المظاظ هي إحدى قرى عزلة القارة بمديرية رصد التابعة لمحافظة أبين، بلغ تعداد سكانها 42 نسمة حسب تعداد اليمن لعام 2004.